# Del Amo Fashion Center
Le Del Amo Fashion Center est un centre commercial situé à Torrance, dans le sud-ouest du comté de Los Angeles. C'est le cinquième plus grand centre commercial des États-Unis, avec une superficie de 232 257 m2, et le deuxième de Californie, après le South Coast Plaza.
Le centre dispose de trois aires de restauration, neuf grand magasins (JC Penney, Macy's, Sears, etc.) et plus de 300 commerces de détail.
Une partie du film "Jackie Brown" de Quentin Tarantino s'y passe.

## Histoire
Le Del Amo Fashion Center fut inauguré en 1975.
Après les rénovations et l'expansion de 1981, le centre eut une nouvelle aire de restauration et de nombreux commerces de détail furent ajoutés.
En 2003, Mills Corporation acheta le Del Amo Fashion Center pour 422 millions de dollars et planifia 160 millions de dollars pour rénover et agrandir le centre commercial.

## Magasins
- Grand magasins
  - Burlington Coat Factory
  - JCPenney
  - Jo-Ann etc.
  - L.A. Fitness
  - Macy's Home and Furniture Store
  - Macy's North
  - Macy's South (auparavant Robinsons-May)
  - Marshalls
  - Old Navy
  - Sears
  - TJ Maxx

- Commerce de détail
  - AMC Del Amo 18
  - Crate & Barrel Ouverture en 2007
  - Disney Store
  - Foot Locker
  - GameStop
  - GAP
  - Lady Foot Locker
  - Levi's
  - New York & Company
  - Starbuck's Coffee East
  - Starbuck's Coffee West
  - Steve Madden Ouverture en hiver 2007
  - Urban Outfitters
  - Verizon Wireless
  - Victoria's Secret North
  - Victoria's Secret South
  - Z Gallerie
  - Anthropologie